# 圣伊莱尔德布里尤兹
圣伊莱尔-德布里尤兹（法語：Saint-Hilaire-de-Briouze，法語發音：[sɛ̃t‿ilɛʁ də bʁijuz] ⓘ，意为“布里尤兹的圣伊莱尔”）是法国奥恩省的一个市镇，属于阿让唐区。

## 地理
圣伊莱尔-德布里尤兹（48°42'21"N, 0°19'27"W）面积13.63 平方千米，位于法国诺曼底大区奧恩省，该省份为法国西北部内陆省份，北起顺时针与卡爾瓦多斯省、厄尔省、厄尔-卢瓦省、萨尔特省、马耶讷省和芒什省接壤。
与圣伊莱尔-德布里尤兹接壤的市镇（或旧市镇、城区）包括：法沃罗勒、利纽、蒙特勒伊欧乌尔姆、潘泰勒、圣安德烈-德布里尤兹、莱西沃托、皮唐日勒拉克。
圣伊莱尔-德布里尤兹的时区为UTC+01:00、UTC+02:00（夏令时）。

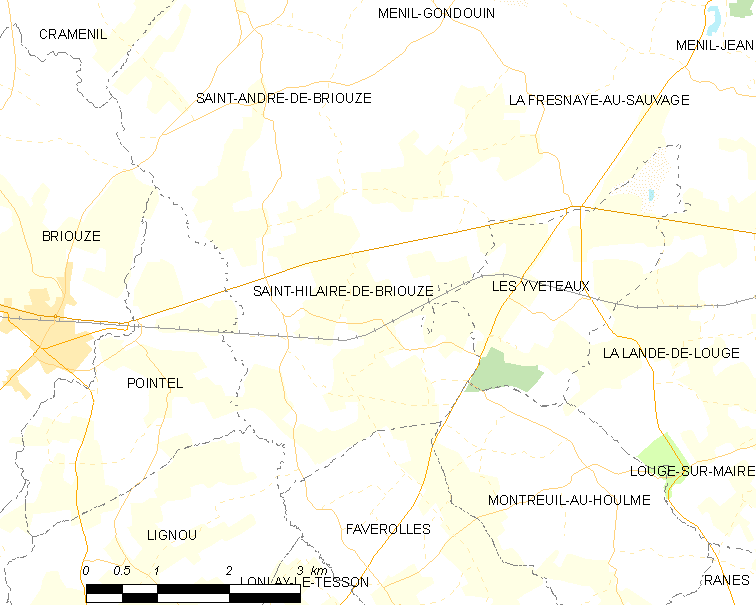
圣伊莱尔-德布里尤兹的OSM定位图

## 行政
圣伊莱尔-德布里尤兹的邮政编码为61220，INSEE市镇编码为61402。

## 政治
圣伊莱尔-德布里尤兹所属的省级选区为阿蒂斯-瓦勒德鲁夫尔县。

## 人口

1962-2008年间圣伊莱尔-德布里尤兹人口变化图示

圣伊莱尔-德布里尤兹于2022年1月1日时的人口数量为299人。